# Gacki (Zelków)
Gacki – południowo-wschodni przysiółek wsi Zelków w Polsce położony w województwie małopolskim, w powiecie krakowskim, w gminie Zabierzów.
W latach 1975–1998 przysiółek administracyjnie należał do województwa krakowskiego.
Gacki położone są przy południowym wlocie do Doliny Kluczwody na Wyżynie Olkuskiej. Przez przysiółek przepływa potok Kluczwoda. Na zboczach Kluczowody w Gackach istnieją duże wapienne skały z okresu górnej jury: Rogata, Szeroka, Turnia Potockiego, oraz Leśna Baszta, Gackowa Baszta z jaskinią i Nad Źródłem wznoszące się wysoko ponad wschodnimi zboczami.
Ulice: Gajowa, Krakowska, Krzemionka, Turystyczna, Krótka, Kluczwody, Nad Strumykiem, Leśna i Wiśniowa. 
Szlak rowerowy: 
- czerwony – zataczający pętlę szlak z Bolechowic przez Zelków, górną część rezerwatu przyrody Dolina Kluczwody, Wierzchowie, Bębło, Dolinę Będkowską (w dół), Łączki, Kobylany, Dolinę Kobylańską (w górę), Las Krzemionka, Dolinę Bolechowicką (w dół) do Bolechowic.
- niebieski – szlak brzozowy z Zabierzowa przez Ujazd, Gacki, Zelków, Las Krzemionka, Dolinę Kobylańską, Karniowice do Bolechowic.